# Заслужений академічний Ансамбль пісні і танцю Збройних Сил України
Заслужений академічний Ансамбль пісні і танцю Збройних Сил України — професійний музичний колектив Збройних Сил України. Начальник ансамблю - художній керівник -  полковник Володимир Налуцишин. Включає в себе симфонічний оркестр, хор та хореографічну групу.

## Історія
Ансамбль пісні й танцю Збройних Сил України створений на базі радянського Ансамблю Київського особливого округу, утвореного 11 січня 1939 року наказом Народного комісара оборони СРСР Климента Ворошилова. В 1967 році ансамблю було присвоєно звання "Заслужений". З 1993 року отримує сучасну назву, а у 2009 присвоєно звання "Академічний".

## Нагороди
Ансамбль пісні й танцю Збройних Сил України — лауреат Всеукраїнського рейтингу «Бренд року-2005», у номінації «Народне визнання», як найкращий творчий колектив України. У травні 2005 року колектив ансамблю був єдиним державним творчим колективом, котрий представляв Україну на урочистих заходах, присвячених відкриттю Міжнародного музичного конкурсу «Євробачення 2005».
У 2005 році нагороджений почесним знаком «Найкращий колектив» на Міжнародному музичному форумі в Китаї, де були представлені провідні колективи з тридцяти країн світу. Балетна група ансамблю тричі ставала володаркою Першої премії I-го, II-го і III-го Всеукраїнського фестивалю-конкурсу народної хореографії ім. П. Вірського (2007, 2009, 2011 років). У 2007 році за вагомий внесок у розвиток української культури та мистецтва Ансамбль пісні й танцю Збройних Сил України нагороджено Почесною відзнакою Комітету Верховної Ради України з питань культури і духовності «Мистецький Олімп України».
У 2007 і 2008 роках колектив нагороджений Почесною відзнакою міжнародного рейтингу «Україна у третьому тисячолітті». У 2008 році ансамбль визнаний гідним Почесної нагороди в Національному рейтингу України «Суспільне визнання».
У 2009 році ансамблю присвоєно звання «Академічний».

## Репертуар і склад

Концерт до Дня Збройних Сил України, 6 грудня 2021

Репертуар ансамблю становить понад 300 музичних творів — від світової класики, духовної музики до сучасних творів.
- Володимир Олександрович Налуцишин, полковник - начальник ансамблю - художній керівник
- Шпортько Олексій Вікторович — соліст-вокаліст
- Протас Наталія Іванівна — солістка-вокалістка
- Охітва Христина Миколаївна — солістка-вокалістка
- Шелопаєв Олександр Миколайович — соліст-вокаліст[1]
- Сергій Юрченко та Маргарита Мелешко — солісти ансамблю.[2]